# Єнський університет
Є́нський університе́т (нім. Universität Jena) — університет у Німеччині, у місті Єна, Тюрингія. 1934 року навчальний заклад отримав ім'я німецького письменника Фрідріха Шиллера.
Університет був заснований у 1558 році і входить до десятки найстаріших університетів Німеччини. Він пов'язаний із шістьма лауреатами Нобелівської премії, востаннє у 2000 році, коли випускник Єни Герберт Кромер отримав Нобелівську премію з фізики.
Університет отримав ім'я на честь поета, філософа та історика Фрідріха Шиллера, що на рубежі XIX століття очолював в університеті кафедру історії, в часи, коли Єна приваблювала найвпливовіших німецьких мислителів. Університет був у центрі зародження німецького ідеалізму та раннього романтизму: його викладачами були Карл Леонгард Райнгольд, Йоганн Ґотліб Фіхте, Георг Вільгельм Фрідріх Гегель, Фрідріх Вільгельм Шеллінґ, Фрідріх Шлегель та інші.
Станом на 2014 рік в університеті навчалося близько 19 000 студентів і працювало 375 професорів. Нинішній президент Вальтер Розенталь обіймає цю посаду з 2014 року.

## Назва
- Єнський університет (нім. Universität Jena)
- Єнський університет імені Фрідріха Шиллера (нім. Friedrich-Schiller-Universität Jena) — сучасна офіційна назва з 1934 року.

## Факультети
У Єнському університеті діє десять факультетів:
- теологічний;
- юридичний;
- економічний;
- філософський;
- соціальних і поведінкових наук;
- математики та інформатики;
- фізико-астрономічний;
- хіміко-геологічний;
- біолого-фармацевтичний;
- медичний.